# Waleri Iwanowitsch Tarakanow
Waleri Iwanowitsch Tarakanow (russisch Валерий Иванович Тараканов; * 9. August 1941 in Jaroslawl) ist ein ehemaliger sowjetischer Skilangläufer.

## Werdegang
Tarakanow startete international erstmals im Februar 1964 bei den Olympischen Winterspielen in Innsbruck. Dort belegte er den 17. Platz über 15 km. Im selben Monat gewann er bei der Winter-Universiade in Špindlerův Mlýn die Silbermedaille über 15 km und die Goldmedaille mit der Staffel. Auch bei der Winter-Universiade 1966 in Sestriere holte er die Goldmedaille mit der Staffel. Zwei Jahre später kam er bei den Olympischen Winterspielen in Grenoble auf den 17. Platz über 30 km, auf den neunten Rang über 15 km und auf den vierten Platz mit der Staffel. In den Jahren 1968 und 1970 siegte er bei den sowjetischen Meisterschaften über 30 km. Im Februar 1970 wurde er bei den Weltmeisterschaften in Štrbské Pleso Weltmeister mit der Staffel. Zudem errang er dort den sechsten Platz über 15 km. Bei den Olympischen Winterspielen 1972 in Sapporo gelang ihn der 16. Platz über 15 km. Im März 1972 belegte er bei den Lahti Ski Games den zweiten Platz im 15-km-Lauf.